# Ria Oomen-Ruijten
Maria Gertruda Hermina Cecilia Oomen-Ruijten, detta Ria (Echt, 6 settembre 1950), è una politica olandese, membro del CDA, già parlamentare ed europarlamentare.

## Biografia

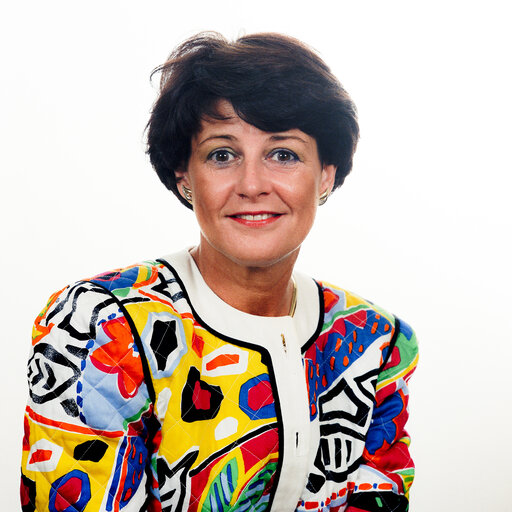
Ria Oomen-Ruijten

### Formazione e primi anni
Nata ad Echt, Ria Oomen conseguì un diploma professionale superiore in comunicazione e relazioni pubbliche.
Dal 1974 al 1981 lavorò come esperta di pubbliche relazioni per la Provinciale Limburgse Elektriciteits-Maatschappij, la compagnia elettrica del Limburgo.

### Carriera politica
Politicamente affiliata al Partito Popolare Cattolico, dopo il suo scioglimento fu presidente del Christen Democratisch Jongeren Appèl, la sezione giovanile del neonato Appello Cristiano Democratico (CDA).
Nel 1981, all'età di trent'anni, venne eletta all'interno della Tweede Kamer, la camera bassa del parlamento nazionale; in queste vesti si occupò perlopiù di politiche sociali, restando in carica per otto anni.
Candidatasi per le elezioni europee del 1989, divenne membro del Parlamento europeo. Per i successivi dieci anni rivestì la carica di vicepresidente del Partito Popolare Europeo. Fu inoltre membro della commissione per gli affari sociali, l'occupazione e le condizioni di lavoro e della commissione per la protezione dell'ambiente, la sanità pubblica e la tutela dei consumatori.
Venne riconfermata per altri quattro mandati da eurodeputata. Nelle elezioni europee del 2004 e in quelle del 2009 venne eletta con il voto di preferenza: collocata all'ultimo posto della lista del CDA, riuscì ad ottenere 70.388 voti.

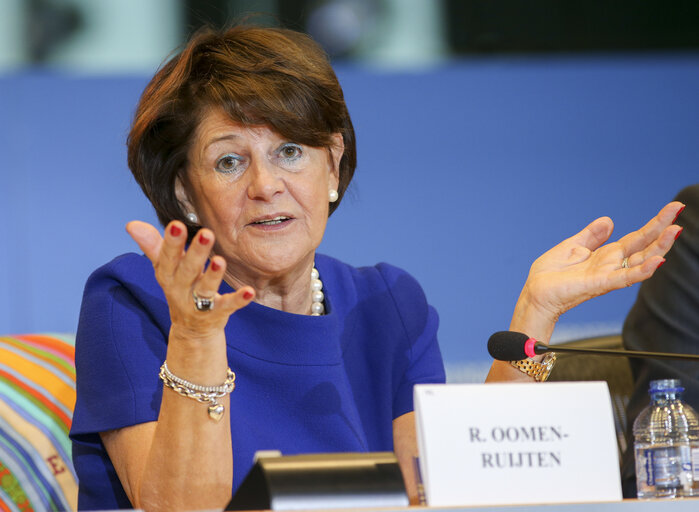
Ria Oomen-Ruijten nel 2013

Tra i vari incarichi svolti come europarlamentare, fu relatrice rispetto alla possibile adesione della Turchia all'Unione europea; commentando uno scandalo di corruzione nel Paese, affermò: "Chiedo al governo turco di astenersi dall'interferire nei procedimenti giudiziari e di assicurarsi che le normative siano in linea con i principi dell'indipendenza della magistratura, della separazione dei poteri e degli articoli pertinenti della Costituzione".
Fra le altre iniziative, fu responsabile di una riforma delle pensioni, promosse misure più accurate di screening per il cancro della cervice che superassero i limiti del Pap test, fu relatrice del REACH dove si occupò di alternative alla sperimentazione animale ed invocò restrizioni sulle emissioni inquinanti degli impianti alimentati a carbone e petrolio.
Nel 2013 fu candidata alla carica di mediatore europeo, ma venne sconfitta al terzo turno dall'irlandese Emily O'Reilly per 359 voti contro 276.
Nel 2014, alla scadenza del quinto mandato, lasciò il seggio da europarlamentare dopo venticinque anni di permanenza. Nello stesso anno, fu eletta alla Eerste Kamer, dove restò per i successivi otto anni, presiedendo la commissione per gli affari europei e continuando ad occuparsi di pensioni. Dal 2015 fu membro della delegazione olandese all'Assemblea parlamentare del Consiglio d'Europa, di cui fu eletta vicepresidente nel 2021.

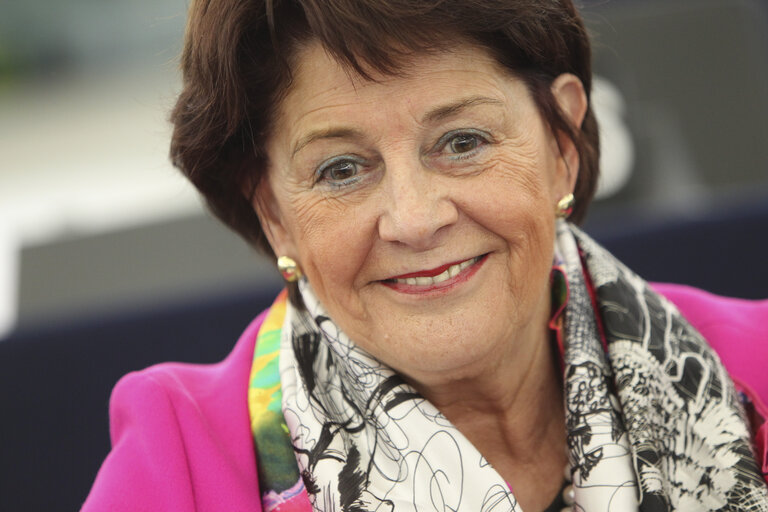
Ria Oomen-Ruijten al Parlamento europeo

Ria Oomen-Ruijten lasciò l'incarico parlamentare nel 2023, ritirandosi a vita privata dopo una lunga carriera politica.

### Immagine pubblica
Nel 2014 fu criticata per aver usufruito di un controverso sistema pensionistico integrativo dedicato agli europarlamentari.
Nel 2017, in pieno #MeToo, raccontò in un'intervista televisiva di aver subito molestie sessuali negli anni ottanta e di aver schiaffeggiato un ministro che le aveva toccato il seno senza consenso.
Per il suo impegno politico, ricevette diversi riconoscimenti, tra cui la medaglia Robert Schuman nel 2014 e il Provinciale Erepenning nel 2015.